# Wellington Phoenix Football Club
Maillots
Actualités
Le Wellington Phoenix FC est un club néo-zélandais de football basé à Wellington évoluant en A-League, le championnat professionnel d'Australie de football. Le club a atteint les demi-finales en 2009-2010.

## Historique
Le club est créé en 2007 à la suite du retrait de la licence accordée au New Zealand Knights. En effet, ce retrait effectué, il y avait une place à prendre dans le championnat australien. L'homme d'affaires Terry Serepisos a injecté les fonds nécessaires à la naissance et à la survie de l'unique club de football néo-zélandais jouant dans cette ligue.

## Joueurs et personnalités du club

### Entraîneurs
Le tableau suivant présente la liste des entraîneurs du club depuis 2007.
| Rang | Nom                       | Période        |
| ---- | ------------------------- | -------------- |
| 1    | Ricki Herbert             | 2007-fév. 2013 |
| 2    | Chris Greenacre (intérim) | fév. 2013-2013 |
| 3    | Ernie Merrick             | 2013-nov. 2016 |
| 4    | Chris Greenacre (intérim) | déc. 2016      |
| 5    | Des Buckingham            | jan.2017-2017  |
| 6    | Darije Kalezic            | 2017-mars 2018 |
| 7    | Chris Greenacre (intérim) | mars 2018-2018 |
| 8    | Mark Rudan                | 2018-avr. 2019 |
| 9    | Ufuk Talay                | mai 2019-      |

### Joueurs emblématiques
- Kosta Barbarouses
- Leo Bertos
- Roly Bonevacia
- Tyler Boyd
- Jeremy Brockie
- Tim Brown
- Nathan Burns
- Kenny Cunningham
- Daniel
- Tom Doyle
- Andrew Durante
- Louis Fenton
- Alex Gorrin
- Chris Greenacre
- Stein Huysegems
- Paul Ifill
- Roy Krishna
- Vince Lia
- Tony Lochhead
- Glen Moss
- Emmanuel Muscat
- Mark Paston
- Dani Sánchez
- Ben Sigmund
- Sarpreet Singh
- Shane Smeltz
- Nick Ward

## Stade
Le Wellington Phoenix FC joue la plupart de ses matchs à domicile au Westpac Stadium (dénommé le «Ring of Fire» par les fans). Le stade a une capacité de 34.500 places. Le stade a été construit en 1999 par Fletcher Construction pour 130 millions de dollars NZ, et est situé à proximité des principaux transport majeurs (tels que la gare de Welington) un kilomètre au nord du quartier central des affaires.
L'emplacement du stade près de la gare ferroviaire de Wellington est une aubaine énorme, puisque les fans peuvent prendre le train et être à proximité du stade. Le stade est détenu et exploité par le Wellington Regional Stadium Trust. Il est construit sur des terrains récupérés sur des emprises ferroviaires.
Pendant la saison 2009-2010, Wellington Phoenix FC a disputé deux matchs à domicile ailleurs qu'au Westpac Stadium, le premier au FMG Stadium à Palmerston North, le second à l' AMI Stadium de Christchurch. Les deux matchs ont été l'occasion pour les Phoenix d'élargir leur base de fans dans toute la Nouvelle-Zélande. Ceci fut suivi par un match à l'Eden Park d'Auckland qui a accueilli 20.078 personnes, lors de la saison 2011-2012 de l'A-League.
Les Phoenix s'entrainent à Newtown Park, sur un terrain qui a été spécialement réaménagé en 2008. Ce terrain est partagé avec la franchise de NZFC, Team Wellington.

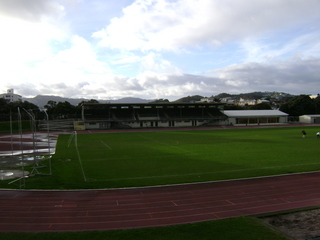
le Terrain principal, Newtown Park
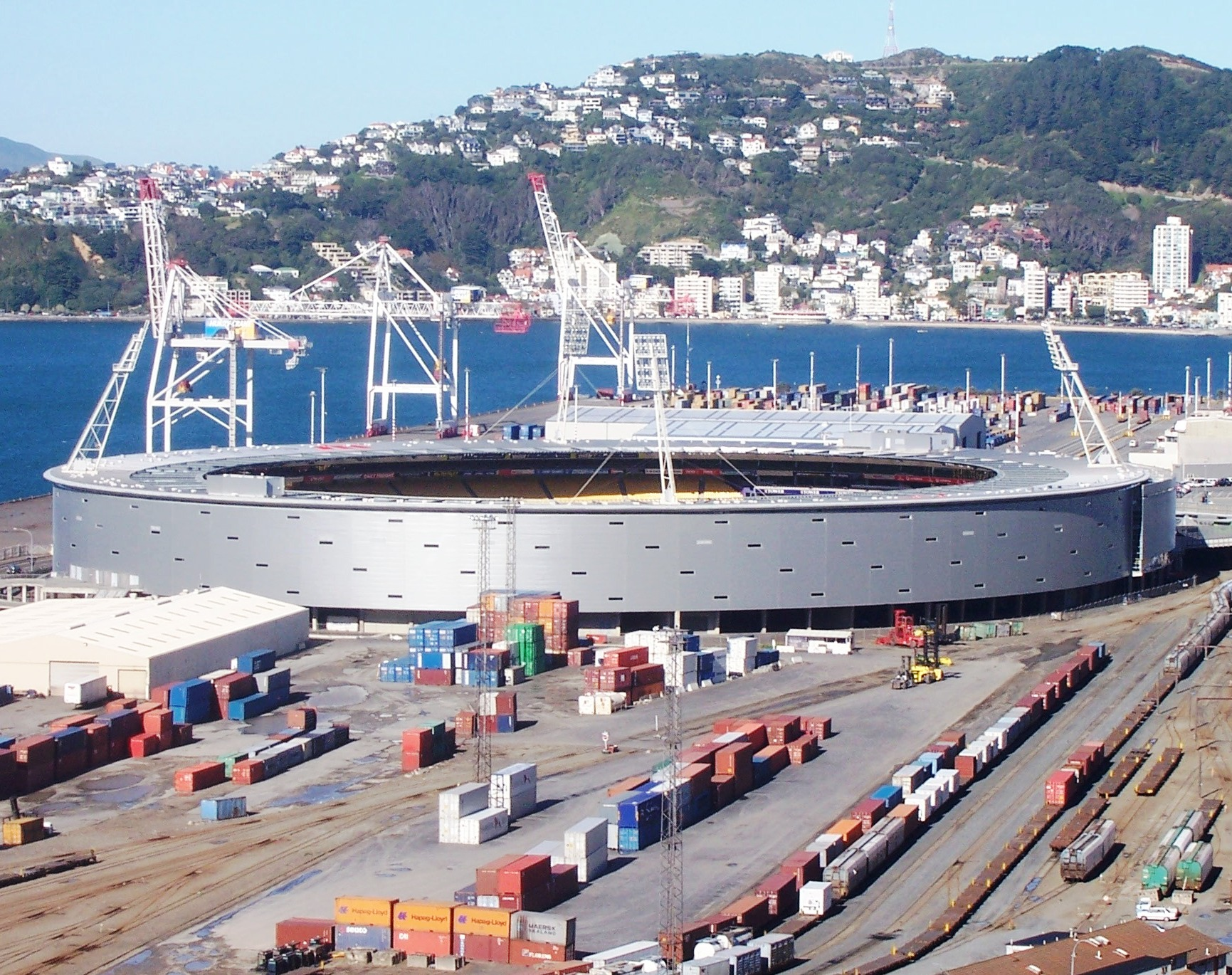
Westpac Stadium vu de Wadestown.
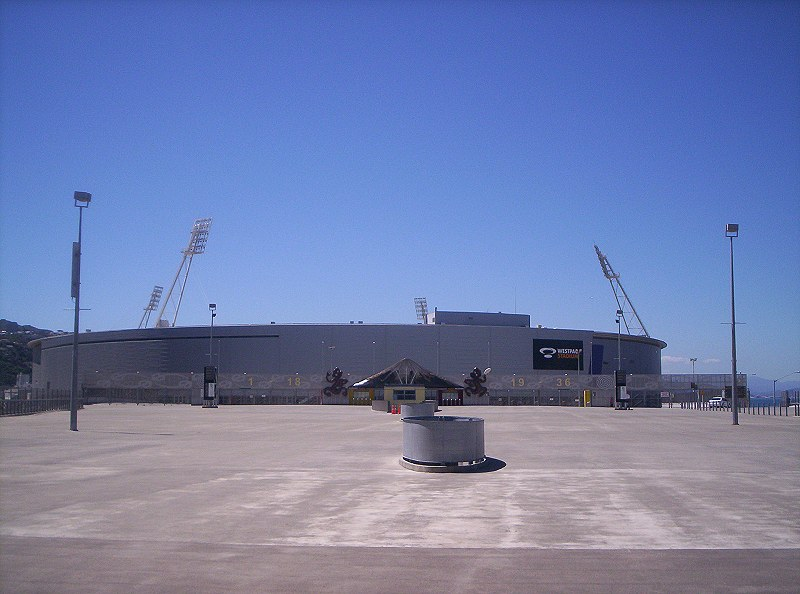
l'entrée du Westpac Stadium.

## Logos

Logo de 2007 à 2017
Logo depuis 2017